# Яня Шегель
Яня Шегель (словен. Janja Šegel, 17 червня 2001) — словенська плавчиня.
Учасниця Олімпійських Ігор 2016, 2020 років.